# Coração de Jesus (Viseu)
A Freguesia de Coração de Jesus é uma antiga freguesia portuguesa do Município de Viseu, que tinha 2,27 km² de área e 11 245 habitantes (2011), e, por isso, uma densidade populacional de 4 953,7 hab/km².
Foi extinta (agregada) pela reorganização administrativa de 2012/2013, sendo o seu território integrado na então criada União das Freguesias de Viseu.

## População
| 1960  | 1970  | 1981  | 1991  | 2001  | 2011   |
| 4 469 | 5 233 | 6 101 | 7 775 | 8 716 | 11 245 |

Criada pelo decreto lei nº 42.040, de 20/12/1958

## História
Das escassas memórias, supõe-se que em 1057, quando o El-Rei D. Fernando Magno tomou Viseu, a Sé Catedral já não existia ou estava profanada tendo-se tornado mesquita dos mouros. Foi então que D. Fernando a mandou purificar e restituir ao seu culto.
Em 1080 o Conde D. Henrique, juntamente com a sua mulher D. Tereza, em carta testamental, doaram a Sé Catedral e o seu espaço envolvente à “Igreja de Santa Maria da Sé episcopal de Viseu” e aos clérigos nela moradores. No local onde hoje estão os Claustros da Sé viveram os “Reis de Leão”, o Conde D. Henrique e D. Tereza.
Desde a conquista de Viseu por D. Fernando Magno em 1057 a Sé Catedral sofreu inúmeras transformações, modificações e reconstruções. Hoje constitui-se como um dos ex-libris da cidade de Viseu e é uma das melhores e mais notáveis sés de Portugal.
A cidade de Viseu, ao logo dos tempos, cresceu exponencialmente de forma concêntrica.
Em 20 de dezembro de 1958, o Decreto Lei nº 42.040, publicado no Diário do Governo, I série nº 276, subdivide a cidade de Viseu em três freguesias: a freguesia de Santa Maria de Viseu, a freguesia de S. José e a freguesia do Coração de Jesus.	

## Património
- Casa do Rossio (Viseu) (depois chamada do Conselheiro Afonso de Melo)
- Capela de Nossa Senhora da Vitória (Viseu)
- Igreja dos Terceiros